# Катастрофа Boeing 737 в Джохоре
Катастрофа Boeing 737 в Джохоре — крупная авиационная катастрофа, произошедшая в воскресенье 4 декабря 1977 года. Авиалайнер Boeing 737-2H6 авиакомпании Malaysian Airline System (MAS) выполнял внутренний рейс MH653 по маршруту Джорджтаун—Куала-Лумпур, но через 1 час и 15 минут после взлёта вертикально рухнул на землю около деревни Танжунг-Купанг в султанате Джохор. Погибли все находившиеся на его борту 100 человек — 93 пассажира и 7 членов экипажа.
Катастрофа рейса 653 стала крупнейшей авиакатастрофой в истории Малайзии, первой в истории авиакомпании Malaysia Airlines, а также самым смертоносным угоном самолёта (на момент событий).

## Самолёт
Boeing 737-2H6 (заводской номер 20585, серийный 306) был выпущен 12 сентября 1972 года. Имел конфигурацию F12Y94 (пассажировместимость салона — 106 мест: 12 мест первого класса и 94 места экономкласса), оснащён двумя турбореактивными двигателями Pratt & Whitney JT8D-15. Лайнеру присвоили бортовой номер 9M-AQO и 21 сентября 1972 года передали авиакомпании Malaysian Airline System (MAS). В декабре 1975 года лайнер был перерегистрирован и его бортовой номер сменился на 9M-MBD. На день катастрофы налетал 12 684 часа 44 минуты, в том числе 346 часов 47 минут с последнего периодического обслуживания по форме «C» (с 20 по 22 октября 1977 года).

## Экипаж и пассажиры
Состав экипажа рейса MH653 был таким:
- Командир воздушного судна (КВС) — Г.К. Ганжур (англ. G.K. Ganjoor), индиец. Квалификацию пилота получил 4 декабря 1956 года после обучения в Аллахабаде. В 1971 году устроился в авиакомпанию Malaysia-Singapore Airlines[англ.]. В 1972 году перешёл в новообразованную авиакомпанию MAS, в том же году получил квалификацию пилота Boeing 737; также был квалифицирован на пилота Fokker F27-500. Налетал около 15 500 часов, 3218 из них на Boeing 737[3].
- Второй пилот — 25-летний Камарулзаман Джалиль (англ. Kamarulzaman Jalil), малаец. Квалификацию пилота получил в Индонезии, выпускник Королевского военного колледжа. В авиакомпании MAS проработал 3 года и 6 месяцев (с 4 июня 1974 года). На второго пилота Boeing 737 был квалифицирован 4 октября 1976 года, также был квалифицирован на пилота Beechcraft Musketeer и Fokker F27-500. Налетал 1865 часов 46 минут, 498 из них на Boeing 737[3].

В салоне самолёта работали пятеро бортпроводников:
- Сим Сянюн (англ. Sim Siang Yong), 24 года — старший бортпроводник. В авиакомпании MAS с 3 октября 1973 года. На Boeing 737 был квалифицирован 25 мая 1976 года. До службы бортпроводником работал лаборантом[3].
- Карим Тахир (англ. Karim Tahir), 24 года. В авиакомпании MAS с 5 октября 1973 года. Изначально был в должности офисного работника, но с 3 апреля 1974 года начал работать бортпроводником на Fokker F27, а 22 ноября того же года был квалифицирован на Boeing 737[3].
- Джафар Онн (англ. Onn Jaafar), 25 лет. В авиакомпании MAS с 1 апреля 1974 года. На Boeing 737 был квалифицирован 27 августа 1974 года. Племянник тогдашнего премьер-министра Малайзии Хусейна Онна[3].
- Шарифан Сида Сид Омар Алсагофф (англ. Sharifah Sidah Syed Omar Alsagoff), 19 лет. В авиакомпании MAS со 2 сентября 1975 года. На Boeing 737 была квалифицирована 11 июля 1977 года. В период обучения в школе также служила в движении Красного Креста и Красного Полумесяца[3].
- Азьян Борхануддин (англ. Azian Borhanuddin), 19 лет. В авиакомпании MAS с 19 мая 1976 года. На Boeing 737 была квалифицирована 21 сентября 1977 года[3].

Также на борту в качестве пассажиров находились ещё три сотрудника авиакомпании MAS (офицер счетов, ремесленник и бортпроводник).
| Гражданство    | Пассажиры | Экипаж | Всего |
| -------------- | --------- | ------ | ----- |
| Австралия      | 3         | 0      | 3     |
| Афганистан     | 1         | 0      | 1     |
| Великобритания | 5         | 0      | 5     |
| Греция         | 1         | 0      | 1     |
| Индия          | 2         | 1      | 3     |
| Индонезия      | 3         | 0      | 3     |
| Канада         | 1         | 0      | 1     |
| Куба           | 2         | 0      | 2     |
| Малайзия       | 67        | 6      | 73    |
| Сингапур       | 1         | 0      | 1     |
| США            | 1         | 0      | 1     |
| Таиланд        | 1         | 0      | 1     |
| ФРГ            | 4         | 0      | 4     |
| Япония         | 1         | 0      | 1     |
| Всего          | 93        | 7      | 100   |

## Хронология событий
Boeing 737-2H6 борт 9M-MBD выполнял короткий внутренний пассажирский рейс MH653 из Джорджтауна в Куала-Лумпур. В 19:21 рейс 653 вылетел из аэропорта Джорджтауна, на его борту находились 93 пассажира и 7 членов экипажа.
После прохождения Бату-Аранга на эшелоне FL40 (1200 метров) пилоты сообщили о готовности к началу снижения на радиомаяк Куала-Лумпур. В 19:47 с самолёта доложили о выполнении разворота, на что авиадиспетчер дал разрешение рейсу 653 на посадку в аэропорту Куала-Лумпура и сообщил, что ветер у земли тихий. Посадку в Субанге ожидал ещё один самолёт, который был вторым в очереди. Пилот второго самолёта связался с рейсом 653 и спросил, есть ли у них проблемы, на что экипаж ответил, что у них на борту чрезвычайная ситуация. Тогда диспетчер спросил у рейса MH653, какие их дальнейшие намерения, на что было сообщено о захвате самолёта. В 19:49 диспетчер передал экипажу рейса 653 занимать и сохранять высоту 914 метров, а затем дал прямой заход на ВПП №33 аэропорта Куала-Лумпура. Но пилоты сообщили, что они летят в Сингапур, после чего переспросили у диспетчера, понял ли он их сообщение; диспетчер подтвердил, что понял сообщение.
О случившемся тут же сообщили властям, которые дали указание диспетчерскому центру в Куала-Лумпуре, чтобы те разрешили захваченному самолёту следовать до Сингапура на эшелоне FL210 (6400 метров) и в 20:05 связаться с диспетчерским центром в Сингапуре. После установления связи с Сингапуром пилоты рейса 653 обменялись с диспетчером несколькими сообщениями, и в 20:08 получили разрешение снижаться и занимать эшелон FL110 (3350 метров); через минуту (в 20:09) с самолёта доложили о начале снижения. В 20:12 было дано разрешение снижаться до эшелона FL70 (2150 метров). Диспетчер в Сингапуре назвал ожидаемое время посадки 20:45, но экипаж ему не ответил. На все последующие вызовы ответа также не было и авиадиспетчеры в Куала-Лумпуре и Сингапуре объявили аварийную ситуацию.
В 20:36 жители деревень Кампонг-Ладанг (англ. Kampong Ladang) и Танжунг-Купанг района Геланг-Патах (султанат Джохор) услышали взрыв и, прибыв на место, поняли, что произошла авиакатастрофа, о чём сообщили в полицию. Прибывший на место констебль опознал в разбившемся самолёте угнанный рейс MH653. К 22:00 на место катастрофы прибыли спасательные службы, однако ни одного выжившего не было найдено. Как было установлено полицией из показаний очевидцев, снижаясь на высокой скорости, лайнер взорвался в воздухе и через секунду врезался в болото, спровоцировав уже второй взрыв. От удара лайнер полностью разрушился на мелкие обломки, а оставшиеся от людей фрагменты не позволили никого опознать. Все 100 человек на борту самолёта погибли.
Это была первая катастрофа в истории авиакомпании MAS. Также вплоть до настоящего времени это крупнейшая авиакатастрофа в Малайзии.

## Расследование
Бортовые самописцы были обнаружены через неделю после катастрофы (11 декабря). По ним было установлено, что за 3 минуты до столкновения с землёй в кабине кто-то крикнул: Вы блефуете (англ. You bluff us), также была слышна иностранная речь. Затем раздался выстрел (при этом удалось опознать голос командира, который дважды крикнул: Нет, пожалуйста, нет (англ. No, please, no)), а затем прозвучали ещё 2 выстрела; таким образом оба пилота были убиты. Через минуту кто-то другой начал управлять лайнером. Отклонениями штурвала он сперва резко поднял нос самолёта вверх, а затем резко опустил его. Лайнер потерял управление и понёсся вниз, после чего на скорости около 830 км/ч вертикально врезался в землю.
В заключении комиссии было указано, что к катастрофе привела гибель пилотов, после чего самолёт перешёл в неконтролируемое падение, когда им попытался управлять человек, не имевший профессиональной подготовки.
Опознать террориста (или террористов) не удалось. По некоторым данным, пилоты сообщили в Куала-Лумпур, что захватчик, вероятно, из Красной армии Японии (на борту разбившегося самолёта находился 1 гражданин Японии). Однако не было найдено никаких улик, которые бы подтвердили или опровергли данную версию.